# 四川山矾
四川山矾（学名：Symplocos setchuensis），又名四川灰木，为山矾科山矾属下的一个种。

## 外部連結
- 維基物種上的相關：四川山矾